# Ovide Jossoin de Valgorge
Marie Jean Charles Ovide Jossoin de Valgorge est un écrivain français, né à Valgorge (Ardèche) au château du Chastanet, le 2 février 1809 et mort le 11 janvier 1856, il est le descendant d'une longue lignée, à Largentière (Ardèche).

## Biographie
Avocat de formation, Ovide Jossoin de Valgorge fut surtout écrivain, poète et membre correspondant du comité des travaux historiques et scientifiques (1845). Il fut aussi membre du conseil général de l'Ardèche.

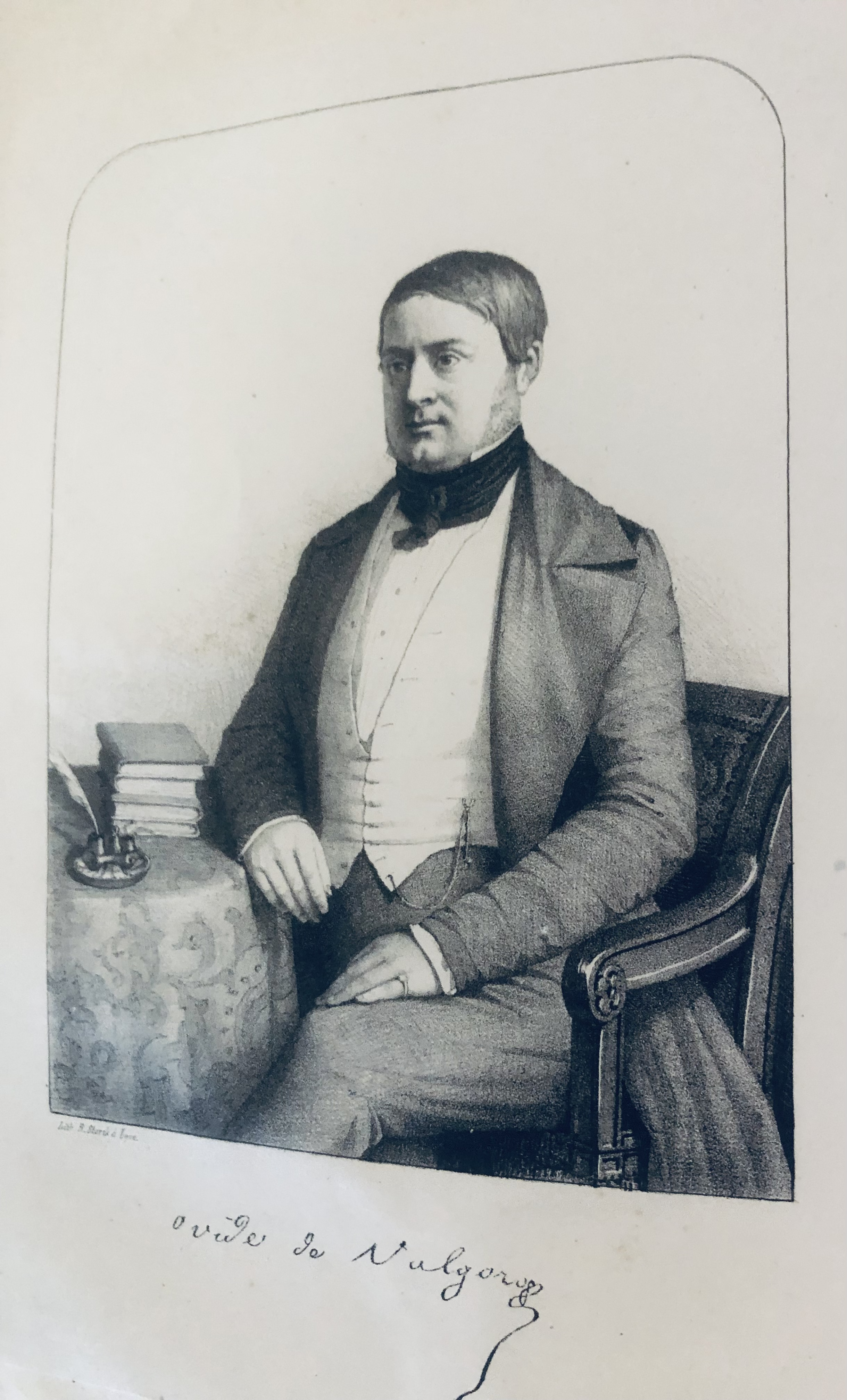
Ovide de Valgorge